# Tambila gravelyi
Tambila gravelyi är en insektsart som beskrevs av William Lucas Distant 1918. Tambila gravelyi ingår i släktet Tambila och familjen dvärgstritar. Inga underarter finns listade i Catalogue of Life.